# Carduus halanensis
Carduus halanensis là một loài thực vật có hoa trong họ Cúc. Loài này được Degen & Lengyel mô tả khoa học đầu tiên năm 1938.